# So You Wanna Be a Popstar
So You Wanna Be a Popstar is een van oorsprong Nieuw-Zeelandse celebrity-karaoke-realityserie. Diverse bekende persoonlijkheden – geen zangers – gaan in het programma de strijd aan met elkaar om uit te maken wie de beste popster is. De winnaar krijgt uiteindelijk een platencontract en mag een single opnemen. In Nederland wordt de serie geproduceerd door Eyeworks voor SBS6.

## Geschiedenis
Het programma werd in 2006 genomineerd voor de prestigieuze tv-prijs Gouden Roos.
In de Nederlandse versie zingen de bekende Nederlanders wekelijks live populaire nummers. De keuze voor de nummers die ze opvoeren is echter niet aan henzelf. Ze worden tijdens het programma geholpen door professionele coaches. Nance en Gerard Joling zijn de presentatoren.
SBS6 zond de eerste reeks van het programma uit vanaf 16 maart 2007. Tien kwam tegelijkertijd met een gelijksoortig programma onder de titel Just the Two of Us, dat uitging van duetten van een zanger en een bekende Nederlander.

## Seizoen 1

### Jury
| Naam             | Beroep                           |
| ---------------- | -------------------------------- |
| John van Katwijk | producer, manager en talentscout |
| Maurice Wijnen   | musicalontwerper                 |
| Gemma van Eck    | zangeres                         |
| Marc Forno       | choreograaf                      |

### Deelnemers
| Erik Hulzebosch       | 8.8 | 8.5 | 8.3 | 7.8 | 9.0 | 8.3  | 8.5 | 9.5 | = 9.0 | 8.3 | 7.3 | = 7.8 | 8.8 | 9.0  | = 8.9 | Winnaar   |  |  |
| Sascha Visser         | 9.0 | 8.3 | 8.3 | 7.5 | 9.3 | 10.0 | 8.3 | 9.3 | = 8.8 | 8.0 | 5.5 | = 6.7 | 9.0 | 10.0 | = 9.5 | Runner-up |  |  |
| Viktor Brand          | 8.3 | 7.0 | 7.8 | 7.5 | 7.8 | 7.0  | 7.5 | 7.8 | = 7.6 | 8.5 | 8.8 | = 8.7 | 7.5 | 9.3  | = 8.4 |           |  |  |
| Roxeanne Hazes        | 8.5 | 7.0 | 8.0 | 8.8 | 8.0 | 9.3  | 7.8 | 9.5 | = 8.7 | 6.5 | 7.3 | = 6.9 |     |      |       |           |  |  |
| Nelleke van der Krogt | 8.3 | 6.5 | 5.5 | 7.8 | 8.5 | 7.5  | 6.3 | 8.3 | = 7.3 |     |     |       |     |      |       |           |  |  |
| Geert Hoes            | 8.8 | 7.0 | 8.3 | 5.5 | 7.5 | 7.8  |     |     |       |     |     |       |     |      |       |           |  |  |
| Hilbrand Nawijn       | 5.0 | 6.3 | 4.8 | 6.0 | 5.0 |      |     |     |       |     |     |       |     |      |       |           |  |  |
| Jochem van Gelder     | 8.3 | 8.0 | 7.0 | 7.8 |     |      |     |     |       |     |     |       |     |      |       |           |  |  |
| Monique van der Werff | 6.0 | 7.8 | 7.3 |     |     |      |     |     |       |     |     |       |     |      |       |           |  |  |
| Fajah Lourens         | 7.5 | 6.5 |     |     |     |      |     |     |       |     |     |       |     |      |       |           |  |  |
| Tanja Jess            | 7.0 |     |     |     |     |      |     |     |       |     |     |       |     |      |       |           |  |  |

### Gezongen liedjes
- Aflevering 1; Eigen keuze
  - Tanja Jess Madonna - Jump
  - Erik Hulzebosch: Ben Cramer - De Clown
  - Monique van der Werff: No Doubt - Just a Girl
  - Nelleke van der Krogt: Frank Sinatra - All of Me
  - Viktor Brand: Ricky Martin - She Bangs
  - Hilbrand Nawijn: Paul de Leeuw/André Hazes - Droomland
  - Roxeanne Hazes: Britney Spears - I Love Rock 'N' Roll
  - Jochem van Gelder: KC & the Sunshine Band - Come To My Island
  - Sascha Visser: Jamie Cullum - Everlasting Love
  - Fajah Lourens: Cassie - Me & U
  - Geert Hoes: Van Dik Hout - Stil in mij
- Aflevering 2; Made in Holland
  - Geert Hoes: Kane - Rain Down On Me
  - Roxeanne Hazes: Ruth Jacott - Hartslag
  - Erik Hulzebosch: Rob de Nijs - Malle Babbe
  - Fajah Lourens: Edsilia Rombley - Hemel en Aarde
  - Viktor Brand: Marco Borsato - Rood
  - Monique van der Werff: Krezip - I would stay
  - Hilbrand Nawijn: Peter Koelewijn - Kom van dat dak af
  - Jochem van Gelder: Henk Westbroek - Zelfs je naam is mooi
  - Nelleke van der Krogt: Boudewijn de Groot - Het Land van Maas en Waal
  - Sascha Visser: Volumia - Blijf Bij Mij
- Aflevering 3; Jaren 90
  - Erik Hulzebosch: André Hazes - Uit m'n bol
  - Monique van der Werff: Spice Girls - Wannabe 
  - Viktor Brand: Wet Wet Wet - Love Is All Around
  - Jochem van Gelder: Spin Doctors - Two Princess 
  - Roxeanne Hazes: Linda, Roos en Jessica - Ademnood
  - Nelleke van der Krogt: Tina Turner - The Best
  - Sascha Visser: Ronan Keating - When You Say Nothing At All
  - Hilbrand Nawijn: Los del Río - Macarena
  - Geert Hoes: Eric Clapton - Tears In Heaven
- Aflevering 4; Nummer 1-hit
  - Sascha Visser: Robbie Williams - Feel
  - Geert Hoes: Guus Meeuwis & Vagant - Het is een nacht... (Levensecht)
  - Roxeanne Hazes: Jody Bernal - Que Si, Que No
  - Erik Hulzebosch: René Froger - Alles kan een mens gelukkig maken
  - Nelleke van der Krogt: Vaya Con Dios - What's a Woman
  - Viktor Brand: Gerard Joling - Maak Me Gek
  - Hilbrand Nawijn: Elvis Presley - It's now or never
  - Jochem van Gelder: Rick Astley - Never Gonna Give You Up
- Aflevering 5; Zomerhits
  - Viktor Brand: Barry Manilow - Copacabana
  - Hilbrand Nawijn: Vengaboys - We're going to Ibiza!
  - Erik Hulzebosch: BLØF - Dansen aan zee
  - Geert Hoes: Katrina & The Waves - Walking on Sunshine
  - Nelleke van der Krogt: Los Lobos - La Bamba
  - Sascha Visser: Enrique Iglesias - Bailamos
  - Roxeanne Hazes: Jennifer Lopez - Let's Get Loud
- Aflevering 6; Songfestival
  - Geert Hoes: Teach-In - Dinge-dong
  - Viktor Brand: Charlotte Nilsson - Take Me To Your Heaven
  - Sascha Visser: Johnny Logan - What's Another Year
  - Erik Hulzebosch: Maggie MacNeal - Amsterdam
  - Nelleke van der Krogt: Brotherhood of man - Save your kisses for me
  - Roxeanne Hazes: Maxine & Franklin Brown - De eerste keer, Maxine
- Aflevering 7; Liefde
  - Roxeanne Hazes: Total Touch - Touch Me There + Maribelle - Ik hou van jou
  - Erik Hulzebosch: Rob de Nijs - Het werd zomer + Jan Smit - Als de morgen is gekomen
  - Nelleke van der Krogt: Shania Twain - Man! I Feel Like a Woman + Rita Hovink - Laat Me Alleen
  - Sascha Visser: Marco Borsato - Kom maar bij mij + Michael Bublé - Sway
  - Viktor Brand: Leo Sayer - When I need you + The Four Tops - Don't Walk Away
- Aflevering 8 (kwart finale); Hits van nu
  - Sascha Visser: Toppers - Over de Top + James Morrison - You Give Me Something
  - Viktor Brand: Racoon - Love You More + Paul de Leeuw - Une belle histoire / Een mooi verhaal
  - Roxeanne Hazes: Pussycat Dolls - Don't Cha + Shakira - Hips Don't Lie
  - Erik Hulzebosch: Guus Meeuwis - Geef mij je angst + Wolter Kroes - Ik Heb de Hele Nacht Liggen Dromen
- Aflevering 9 (halve finale); Duetten
  - Viktor Brand: George Michael - Careless Whisper + Enrique Iglesias feat. Whitney Houston - Could I Have This Kiss Forever (feat. Laura Vlasblom) + medley (Barry Manilow - Copacabana, Leo Sayer - When I Need You en Gerard Joling - Maak Me Gek)
  - Sascha Visser: Boyzone - No Matter What + Robbie Williams feat. Kylie Minogue - Kids (feat. Sita) + medley (Michael Bublé - Sway, Jamie Cullum - Everlasting Love en Ronan Keating - When You Say Nothing At All)
  - Erik Hulzebosch: Ramses Shaffy - Laat Me + Paul de Leeuw feat. Ruth Jacott - Blijf Bij Mij (feat. Maud) + medley (Rob de Nijs - Malle Babbe, René Froger - Alles kan een mens gelukkig maken en Wolter Kroes - Ik Heb de Hele Nacht Liggen Dromen)
- Aflevering 10 (finale)
  - Sascha Visser: Marco Borsato - Ik leef niet meer voor jou + Johnny Logan - What's another year + Sascha Visser - Ik Wil Met Je Mee
  - Erik Hulzebosch: Queen - We Will Rock You + Ben Cramer - De Clown + Erik Hulzebosch - Extase

### Trivia
- Jurylid Marc Forno gaf Hilbrand Nawijn in de eerste uitzending een 3 . In de tweede uitzending gaf Forno Nawijn een 9 voor een enigszins hilarische uitvoering van de Blues, waarin Nawijn in het lied tegen Forno zei: blijf jij maar zitten met die 3, en waarbij hij naar Forno wees. Nawijn behaalde door het aantal stemmen van de kijker tóch de derde ronde. "Een erg verdeelde jury", aldus Nawijn. "Ik vind het geweldig, kijk een popstar moet amusement brengen. Daar gaat het om!" Een maand later kreeg hij van Forno wederom een 3 en kwam hij voor het eerst in de sing-off, waarbij hij niet verderging naar een volgende ronde.
- Tijdens de tweede sing-off stonden Monique van der Werff en Jochem van Gelder in de tussenstand exact gelijk: 50-50% Uiteindelijk overleefde Van Gelder deze ronde.

## Seizoen 2
In het najaar van 2007 zond SBS6 een nieuw seizoen So You Wanna Be a Popstar uit. Ditmaal deden er geen bekende Nederlanders mee maar onbekende Nederlanders die zich via audities voor de liveshows konden plaatsen. Het tweede seizoen van So You Wanna Be a Popstar werd uitgezonden vanaf 17 augustus 2007 en eindigde op 27 oktober. In de finale won Maaike Jansen van Tessa van Tol.
Maaike scoorde vervolgens een hit met 'Don't look for me', terwijl niet veel later nummer 5 Tim Douwsma een hit scoorde met 'Wil je bij me blijven slapen'.

### Jury
| Naam           | Beroep                               |
| -------------- | ------------------------------------ |
| Henkjan Smits  | producer, talentscout en presentator |
| Maurice Wijnen | musicalontwerper                     |
| Babette Labeij | zangcoach, zangeres                  |
| Marc Forno     | choreograaf                          |

### Deelnemers
| Plaats | Kandidaat             | Uitschakeling     | Sing-off verloren van |
| ------ | --------------------- | ----------------- | --------------------- |
| 1      | Maaike Jansen         |                   | winnaar               |
| 2      | Tessa van Tol         | 27 oktober 2007   | finalist              |
| 3      | Willem Verstraaten    | 20 oktober 2007   | Maaike Jansen         |
| 4      | Sherilyn Lekatompessy | 13 oktober 2007   | Maaike Jansen         |
| 5      | Tim Douwsma           | 6 oktober 2007    | Tessa van Tol         |
| 6      | Henry Van Wijmeren    | 29 september 2007 | Willem Verstraaten    |
| 7      | Lode Simons           | 28 september 2007 | directe uitschakeling |
| 8      | Henk de Jager         | 22 september 2007 | Willem Verstraaten    |
| 9      | Marilyn Lucinda       | 15 september 2007 | Lode Simons           |
| 10     | Mercia Grace          | 7 september 2007  | directe uitschakeling |